# 1914 Star
La 1914 Star era una medaglia di campagna militare inglese coniata per ricompensare quanti avessero partecipato alla campagna in Francia e Belgio del 1914 all'interno della prima guerra mondiale.

## Storia
La "1914 Star" venne approvata nel 1917 per quanti, ufficiali e truppa inglesi, avessero servito in Francia o in Belgio tra il 5 agosto e la mezzanotte tra il 22 ed il 23 novembre 1914. Le date si posizionano tra il giorno dopo la dichiarazione di guerra del Regno Unito alle potenze centrali sino alla fine della Prima battaglia di Ypres. Successivamente a questi scontri, quando fu chiaro che la guerra sarebbe continuata ben oltre quell'anno, venne creata la 1914-15 Star che valse per la partecipazione alla prima guerra mondiale e che sostituì la "1914 Star". Nessuno poteva essere insignito sia della 1914 Star che della 1914-15 Star.
Gran parte degli insigniti erano ufficiali e uomini dell'esercito inglese e in particolare del British Expeditionary Force (gli Old Contemptibles), che sbarcarono in Francia poco dopo lo scoppio della guerra e presero parte alla ritirata da Mons (da cui anche il soprannome della medaglia di Mons Star). Il totale delle concessioni fu di 365.622 esemplari anche se altre si aggiunsero successivamente alla fine del conflitto. Coloro che ricevettero questa medaglia automaticamente erano insigniti della British War Medal e della Victory Medal. Queste tre medaglie vennero irriverentemente soprannominate Pip, Squeak and Wilfred.

## Descrizione
La medaglia è costituita da una stella a quattro punte di bronzo chiaro, sovrastata dalla corona reale inglese, il tutto avente un'altezza di 50mm ed una larghezza di 45mm. Il diritto presenta due gladi (spade) incrociate ed una corona d'alloro, oltre alle cifre reali di re Giorgio V e un cartiglio con le date del conflitto "AUG 1914 NOV". Il retro presenta invece uno spazio piano con lo spazio per iscrivervi il numero, il rango e il nome dell'insignito.
Il nastro è composto di tre strisce sfumate, una rossa, una bianca e una blu a riprendere i colori dell'Impero britannico ed il nastro poi usato per la 1914-15 Star.